# New Territory
New Territory è un census-designated place degli Stati Uniti d'America situato nella contea di Fort Bend dello Stato del Texas.
La popolazione era di 15.186 persone al censimento del 2010. È situata nella giurisdizione extraterritoriale di Sugar Land.

## Geografia fisica
New Territory è situata a 29°35′41″N 95°40′39″W (29.594657, -95.677561).
Secondo lo United States Census Bureau, ha un'area totale di 5,1 miglia quadrate (13 km²), di cui 0,04 miglia quadrate (0,10 km², 0.79%) d'acqua.

## Società

### Evoluzione demografica
Secondo il censimento del 2000, c'erano 13.861 persone, 3.708 nuclei familiari e 3.422 famiglie residenti nella città. La densità di popolazione era di 2.746,1 persone per miglio quadrato (1.059,8/km²). C'erano 3.805 unità abitative a una densità media di 753,8 per miglio quadrato (290,9/km²). La composizione etnica della città era formata dal 57,56% di bianchi, il 10,02% di afroamericani, lo 0,22% di nativi americani, il 26,07% di asiatici, lo 0,04% di isolani del Pacifico, il 3,14% di altre razze, e il 2,94% di due o più etnie. Ispanici o latinos di qualunque razza erano l'8,35% della popolazione.
C'erano 3.708 nuclei familiari di cui il 67,6% aveva figli di età inferiore ai 18 anni, l'85,9% erano coppie sposate conviventi, il 4,3% aveva un capofamiglia femmina senza marito, e il 7,7% erano non-famiglie. Il 6,5% di tutti i nuclei familiari erano individuali e lo 0,6% aveva componenti con un'età di 65 anni o più che vivevano da soli. Il numero di componenti medio di un nucleo familiare era di 3,47 e quello di una famiglia era di 3,63.
La popolazione era composta dal 34,8% di persone sotto i 18 anni, il 7,1% di persone dai 18 ai 24 anni, il 39,3% di persone dai 25 ai 44 anni, il 16,3% di persone dai 45 ai 64 anni, e il 2,5% di persone di 65 anni o più. L'età media era di 31 anni. Per ogni 100 femmine c'erano 117,0 maschi. Per ogni 100 femmine dai 18 anni in giù, c'erano 120,8 maschi.
Il reddito medio di un nucleo familiare era di 93.972 dollari, e quello di una famiglia era di 96.863 dollari. I maschi avevano un reddito medio di 71.250 dollari contro i 46.537 dollari delle femmine. Il reddito pro capite era di 29.341 dollari. Circa l'1,3% delle famiglie e il 2,0% della popolazione erano sotto la soglia di povertà, incluso il 2,1% di persone sotto i 18 anni e nessuno di 65 anni o più.